# Абдуллах Мірза
Абдуллах Мірза (*19 березня 1433 — 22 червня 1451) — емір Мавераннахра в 1450—1451 роках.

## Життєпис
Походив з династії Тимуридів. Син Ібрагім-Султана, намісника Фарсу, та онук Шахрух Мірзи. Народився у 1433 році в Ширазі. У 1435 році після раптової смерті батька за рішенням діда шахруха стає намісником Фарсу, проте фактично провінція керувалася атабеком Шейх-Мухаббом, призначеними дідом. У 1446 році опинився в облозі в Ширазі від повсталих військ на чолі із султан-Мухаммедом. Ситуацію врятувало прибуття військ Шахруха.
У 1447 році після смерті Шахруха підтримав Улугбека у боротьбі за владу в Державі Тимуридів, проте зазнав поразок від Султан-Мухаммеда та Абул-Касіма Бабура. Зрештою вимушений був тікати до Герату. У війні між Улугбеком та Абд аль-Латіфом підтримав першого. Тут у 1449 році з приходом до влади Абд аль-Латіфа Абдуллаха було запроторено до в'язниці.
У 1450 році після вбивства еміра стає новим правителем Мавераннахра. Проте негайно стикнувся з претендентом на трон — Султан Абу-Саїдом, що вступив в союз з ханом Абулхайром. У 1451 році у вирішальній битві під Ширазом (околиця Самарканда) зазнав поразки й потрапив у полон. Невдовзі Абдуллаха Мірзу було страчено. Новим еміром став Султан Абу-Саїд.